# 鍾樂妍
鍾樂妍，（英文名︰Eva Chung），香港出生，是香港聾人機構「龍耳」的手語傳譯員。她曾於2021年香港立法會選舉擔任手語傳譯工作，目前正在ViuTV新聞節目「6點新聞報道」擔任手語傳譯員。

## 家庭背景
鍾樂妍的父母均為聾人，因此她從小就接觸和使用手語，可以說手語是她的另一種母語。她從小就必須幫助父母處理各種事務，例如聯繫手機公司、叫修理工上門維修等，因此她習慣用手語跟父母溝通。這些「優勢」為她鋪設成為手語傳譯員的道路。
在大學時期，接觸到手語傳譯工作後，她表示這正是她想要找的一份既有意義，又能發揮自己所長的工作，同時也能面對不同的挑戰，不會感到無聊。因此，手語傳譯員成為了她理想中的職業。

## 雙親逝世
根據報導，鍾樂妍是家中獨女。鍾的母親在2017年家中身亡，父親則在2020年4月因失眠而出現自殺傾向，被送往葵涌醫院接受治療。報導指出，醫院沒有提供手語翻譯服務，只讓父親與醫護人員用紙筆溝通，但父親只有小學三年級的學歷。父親住院約兩週後，被安排出院。
回到家中後，父親多次被發現有自殘行為，包括將頭部撞向升降機、用剪刀自殘，並表達想「安樂死」的意願。鍾表示，這與醫生告知的情況相反，醫生曾告訴她父親的情況是想盡快出院和上班。翌日早上，鍾即時聯絡醫院，但父親還是偷偷離開住所，最終不幸墮樓身亡。

## 立志成為手語傳譯員
據鍾樂妍表示，在父母還健在時，遇到生活瑣事，例如需要致電電話公司等機構查詢，她當時認為這是很正常的事。然而，她沒有意識到，如果有健聽子女幫助父母，他們會比較幸運，但如果只有聾人自己，可能無法解決問題。
直到經歷雙親的離世，鍾樂妍才發現手語翻譯行業人手嚴重不足。現時，她正在兼職擔任手語傳譯員，如果條件允許，她希望能夠成為一名全職的手語傳譯員。鍾表示，基於自己的家庭背景，使她更能理解聾人所面臨的困難和需要。

## 外部連結
- 20230809 東張西望 | 孤女哭控患抑鬱症聾父枉死 出院後不足24小時墮樓自殺身亡 (手語版及字幕版) （页面存档备份，存于）
- 20230810 東張西望 | 孤女哭控患抑鬱症聾父枉死 出院後不足24小時墮樓自殺身亡(II) (手語版及字幕版) （页面存档备份，存于）
- 20210830 新聞透視 | 聽不到的危機 （页面存档备份，存于）